# ニコライ・ユデーニチ
ニコライ・ニコラーエヴィチ・ユデーニチ（ロシア語: Никола́й Никола́евич Юде́нич [ニカラーイ・ニカラーイェヴィチュ・ユヂェーニチュ]、1862年7月30日 - 1933年10月5日）は、ロシアの軍人である。第一次世界大戦で最も功績のあった将軍のひとりで、ロシア内戦では北西方面にて白軍を指揮し、ソヴィエト・ロシアに対抗した。

## 概要

### 前半生
ニコライ・ニコラーエヴィチ・ユデーニチは、1862年7月18日（当時のユリウス暦では7月30日）、ロシア帝国のモスクワで生まれた。彼の父ニコライ・イヴァーノヴィチ・ユデーニチ（1836年 - 1892年）は、六等官であった。1881年にはアレクサンドロフスコエ軍学校を卒業し、その後はリトヴァー近衛連隊に勤務した。
1887年には参謀本部アカデミーを首席で卒業した。同年11月26日付けで第14軍軍団の先任副官に就任した。1889年11月2日から1890年11月12日の間は、リトヴァー近衛連隊中隊の法定指揮官を勤めた。1892年1月27日付けでトルキスタン軍管区参謀部付き先任副官に就任した。また、同年4月5日付けで中佐に昇任した。1894年にはパミール遠征に参加した。1896年には大佐に昇任した。1900年9月20日付けで、第1トゥルケスタン歩兵旅団の参謀将校に昇任した。
日露戦争では、第18歩兵連隊を指揮した。黒溝台会戦に参加し、腕を負傷した。奉天会戦では、首を負傷した。「勇気に対する」黄金の武器を叙せられ、少将に昇任した。
1907年2月10日付けでカフカース軍管区参謀部主計総監に昇任した。1912年には中将に昇任し、カザーニ参謀部の長官となった。1913年には、カフカース軍管区の長官に異動した。
第一次世界大戦が始まると、ユデーニチはカフカース軍参謀部の長官に就任し、オスマン帝国軍との戦闘を指揮した。この地位において、彼はエンヴェル・パシャ率いるオスマン軍に対し、サルカムシュの戦いにおける圧倒的な勝利を上げた。1915年1月には、ユデーニチは中将から歩兵大将に昇任し、カフカース軍司令官に任命された。1915年中、ユデーニチ率いる単位部隊はヴァンにおける戦闘を行い、一進一退の攻防を繰り広げた。1916年2月13日から16日にかけては、ユデーニチはエルズルムを巡る大戦闘を指揮し、トラブゾンを手中に収めた(エルズルム攻勢, 1916年1月10日 - 1916年2月16日)。

### 二月革命後の行動
1917年の二月革命ののち、ユデーニチは臨時政府によってカフカース戦線の司令官に任命された。しかし、それからひと月の後、1917年5月には彼は「臨時政府の指令に反抗した」廉で解任され、退役を余儀なくされた。1917年8月には、国家会議に参加しコルニーロフの蜂起を支持した。
ユデーニチの政治方針は、歴史上の領域における一体不可分のロシアの復興の理念に基づいていた。そのためには、彼は文化・民族的自治、さらには少数民族の国家的自立性さえも、それらが反ボリシェヴィキ闘争に協力するのであれば、戦術的目的においてその可能性を公認していた。
1918年11月には、フィンランドへ亡命した。同月、彼はヘルシンキにて「ロシア委員会」（"Русский комитет"）を設立した。この組織はロシア政府としての役割を要求した。1919年1月には、委員会はユデーニチをロシア北西部における白色運動の指導者として認め、彼に独裁的全権を委託した。フィンランド摂政カール・グスタフ・エミール・マンネルヘイムの合意の下、ユデーニチは軍部隊の編成に取り掛かった。その後、彼は北西部における反ボリシェヴィキ闘争の中心地であったエストニアへ移った。連合国と緊密な関係を築いたが、中でもイギリスとの関係が強まった。

### 北西軍
1919年5月から6月にかけて、ユデーニチは北西軍のペトログラード進撃を指揮した。彼の軍隊は5月15日にグドーフ、5月17日にヤーンブルク、5月25日にプスコーフを掌握し、さらにルーガ、ロープシャ、ガッチナに迫った。神憑り的な軍事的成功によって、ユデーニチは自分の政府を獲得することとなった。5月24日、ヘルシンキにおいて彼は北西ロシア政府の成立を宣言した。6月10日、最高支配者アレクサンドル・コルチャークは公式にユデーニチをこの地域における軍総司令官に任命した。6月19日には、北西軍へ統合された。しかしながら、6月21日には赤軍の反攻が開始され、ユデーニチの軍は敗北を喫することとなった。彼の軍は、わずかにナルヴァ＝グドフ橋頭堡を持ち堪えることしかできなかった。彼によって結ばれたマンネルヘイムとアルハンゲリスクの北部臨時政府との協同作戦は、マンネルヘイムの主要条件であったフィンランド独立の承認をコルチャークとデニーキンが拒んだために実現しなかった。ユデーニチの軍事的敗北と沿バルト海諸共和国との溝の拡大は、連合国を白色運動の左派グループに向かわせることとなった。8月11日には、イギリス軍のF・マーシュ将軍のイニシアチヴによって政治会議（Политическое совещание）がロシア北西部政府に取って代わった。政治会議にはカデット党員、エスエル党員、メンシェヴィキらが参加し、エストニアの主権（統治権と外交権）を確認した。ユデーニチは、独裁的全権を失った。彼は軍大臣に任命され、その役割は軍事面に限定されるようになった。
1919年9月から10月にかけて、ユデーニチはペトログラードに向けて2度目の遠征を行った。9月28日、北西軍はエストニア軍と協同で赤軍の防衛線を突破した。10月12日には、ヤーンブルクを占領し、10月後半にはルーガ、ガッチナ、クラースノエ・セロー、デーツコエ・セロー、パーヴロフスクを掌握した。10月中旬には、白衛軍はペトログラード間近のプールコヴォ高地に迫った。しかしながら、彼らはニコラエフスカヤ鉄道を遮断することができず、同線はソヴィエト・ロシアに対して食料弾薬を運搬し続けることとなった。フィンランド人とイギリス人は、効果的な支援を行わなかった。エストニア人はユデーニチの大国志向に反発を抱いており、さらにボリシェヴィキは極めて大きな政治的譲歩を約束したため、エストニア人とロシア人との間で軋轢が高まった。蓄えは枯渇し、前線は伸びきった。10月21日、反撃に転じた赤軍は白軍の進攻を食い止め、10月22日その防衛線を突破した。11月末までにユデーニチの軍隊は国境まで押し戻され、エストニア領内に逃れた。そして、その地においてロシア軍はかつての同盟国によって武装解除を受け、抑留された。1920年1月22日、ユデーニチは北西軍の解隊を布告した。1月28日、彼はエストニア政府によって逮捕され、連合国代表の要求によって釈放された。

### 亡命
ユデーニチは、イギリスへ亡命した。その後フランスへ渡り、ニースに居を構えた。亡命生活では、彼は政治活動から遠ざかった。ロシア人の啓蒙活動団体で働き、ロシア史の愛好者団体を指導した。1933年10月5日、ユデーニチはカンヌにて、肺結核のため亡くなった。ニースのCimetière russe de Caucadeに、夫人と共に葬られている。

## 表彰
- 聖スタニスラフ三等勲章 （1889年）
- 聖アンナ三等勲章 （1893年）
- 聖スタニスラフ二等勲章 （1895年）
- 聖アンナ二等勲章 （1900年）
- 聖ウラジーミル四等勲章 （1904年）
- 剣付き聖ウラジーミル三等勲章 （1906年）
- 剣付き聖スタニスラフ一等勲章 （1906年）
- 「勇気に対する」金の武器 （1906年2月26日）
- 聖アンナ一等勲章 （1909年12月6日）
- 聖ウラジーミル二等勲章 （1913年4月24日、1913年7月9日）
- 聖ゲオールギイ四等勲章
- 聖ゲオールギイ三等勲章
- 聖ゲオールギイ二等勲章（1916年2月2日）